# Списак часописа механике флуида
Овај списак часописа механике флуида састоји се од неких водећих научних часописа који се односе на поље механике флуида.

## Акустика
- Journal of the Acoustical Society of America
- Journal of Computational Acoustics
- Journal of Sound and Vibration

## Механика флуида
- AIAA Journal
- Annual Review of Fluid Mechanics
- Computers & Fluids
- Experiments in Fluids
- Fluid Dynamics Research
- Flow, Turbulence and Combustion
- International Journal of Heat and Fluid Flow
- International Journal for Numerical Methods in Fluids
- International Journal of Multiphase Flow
- Journal of Computational Physics
- Journal of Experiments in Fluid Mechanics
- Journal of Fluid Mechanics
- Journal of Fluids and Structures
- Journal of Physics A
- Magnetohydrodynamics
- Physica A
- Physical Review E
- Journal of the Physical Society of Japan
- Physical Review Fluids
- Physics of Fluids
- European Journal of Mechanics - B/Fluids
- Journal of Chemical Physics
- Structural and Multidisciplinary Optimization